# 썬더볼트 (1929년 영화)
썬더볼트(Thunderbolt)는 미국에서 제작된 조세프 본 스텐버그 감독의 1929년 범죄, 드라마 영화이다. 조지 밴크로프트 등이 주연으로 출연하였고 B.P. Fineman 등이 제작에 참여하였다.

## 출연

### 주연
- 조지 밴크로프트
- 페이 레이

### 조연
- 리처드 알렌
- 툴리 마샬
- 유지니 베서러
- 프레드 콜러
- 로버트 엘리어트
- 조지 어빙
- 마이크 던린

## 제작진
- 미술: 한스 드레이어